# Montolieu Oliphant-Murray (1er vicomte Elibank)
Montolieu Fox Oliphant Murray, 1er vicomte Elibank (27 avril 1840-20 février 1927) est un noble écossais. 

## Biographie
Fils aîné d'Alexander Oliphant-Murray, 9e Lord Elibank et d'Emily Montgomery, il fait ses études en privé et est entré dans la Royal Navy en 1854. En 1860, il sert pendant la Seconde guerre de l'opium à bord du HMS Cambrian (médaille et fermoir Taku). Plus tard, il sert dans la corvette HMS Wolverine pendant la rébellion de la Jamaïque de 1865. Il prend sa retraite en 1870 avec le grade de commandant. 
Il succède à son père en tant que 10e Lord Elibank en 1871. Il est Lord Lieutenant du Peeblesshire de 1896 à 1908. En 1911, il est créé 1er vicomte Elibank. 

## Famille
En 1868, il épouse Blanche Alice Scott, fille de Edward John Scott. Le couple a quatre fils et cinq filles. 
- Alexander Murray (1er baron Murray d'Elibank) (1870-1920), qui est créé baron Murray d'Elibank en 1912.
- Edward Oliphant Murray (1871–1901), un officier du Queen's Own Cameron Highlanders, qui est tué en service actif en Afrique du Sud pendant la deuxième guerre des Boers, laissant une fille unique.
- Emily Blanche Murray (1872-1935), qui épouse en 1893 Robert Grenville Harvey, 2e baronnet.
- Alice Florence Oliphant-Murray (1873-1966), qui épouse en 1902 Stephen Leech (mariage annulé), puis en 1919 David Fell et déménage en Australie.
- Nina Charlotte Murray (1875-1966), qui épouse en 1896 Hylton Philipson.
- Gideon Oliphant-Murray (2e vicomte Elibank) (en) (1877-1951), qui succède à son père.
- Arthur Murray (3e vicomte Elibank) (1879-1962), qui succède à son frère
- Clara Isabel Murray (1880-1945), qui épouse en 1902 Oswald Partington (2e baron Doverdale)
- Evelyn Izme Murray (1886-1976), qui épouse en 1906 le capitaine George Crosfield Norris Nicholson (1884-1916), et est la mère de John Nicholson, 2e baronnet ; et se remarie en 1917 avec Jack Seely 1er baron Mottistone.

Son fils aîné, Alexander est créé baron Murray d'Elibank en 1912, mais il meurt sans enfants, avant son père.